# NGC 1149
NGC 1149 je galaksija u zviježđu Kit.

## Vanjske poveznice
- SEDS: NGC 1149